# Francisco Javier Beltrán
Francisco Javier Beltrán (ur. 5 listopada 1972 w Madrycie) – hiszpański niepełnosprawny sportowiec, uprawiający boccię. Brązowy medalista paraolimpijski z Pekinu w 2008 roku.

## Medale Igrzysk Paraolimpijskich

### 2008
- - Boccia - zespoły - BC1-2

### 2004
- - Boccia - zespoły - BC1-2